# Johann Otto von Spreckelsen
Johann Otto von Spreckelsen (4 de maig de 1929, Viborg - 16 de març de 1987, Hørsholm) va ser un arquitecte danès. És cèlebre per haver guanyat el concurs de l'arc de la Défense el maig de 1983, que no veié mai acabat. Abans d'això només havia realitzat quatre esglésies a Dinamarca i casa seva. Les esglésies són Sankt Nikolaj Kirke a Hvidovre (1960), Sankt Nikolaj Kirke a Esbjerg (1969), l'església de Vangede (Vangede Kirke), al municipi de Gentofte, al nord de Copenhaguen (1974) i l'església de Stavnsholt (Stavnsholt Kirke) Farum (1981) 

## Enllaços externs

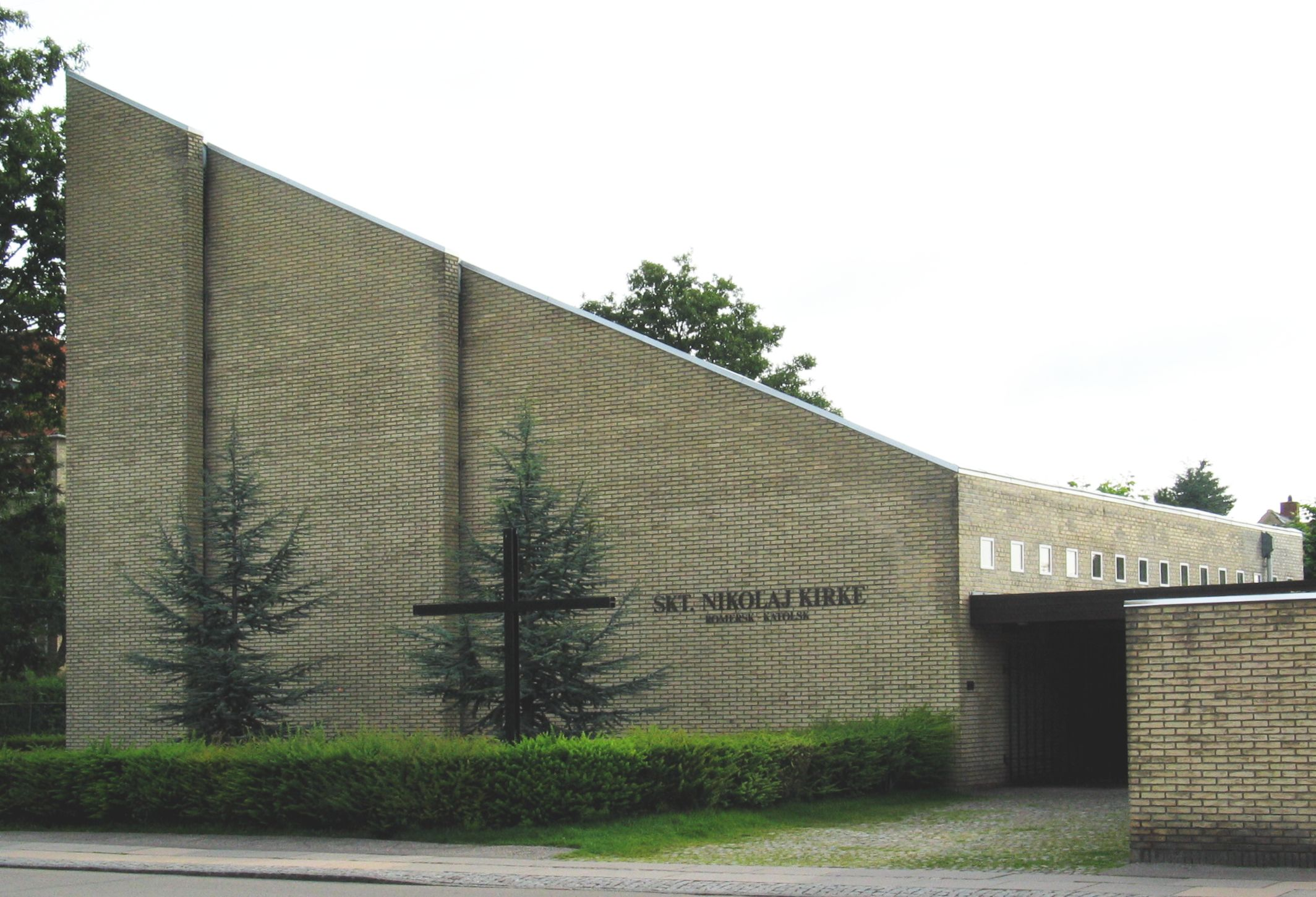
Sankt Nikolaj Kirke a Hvidovre
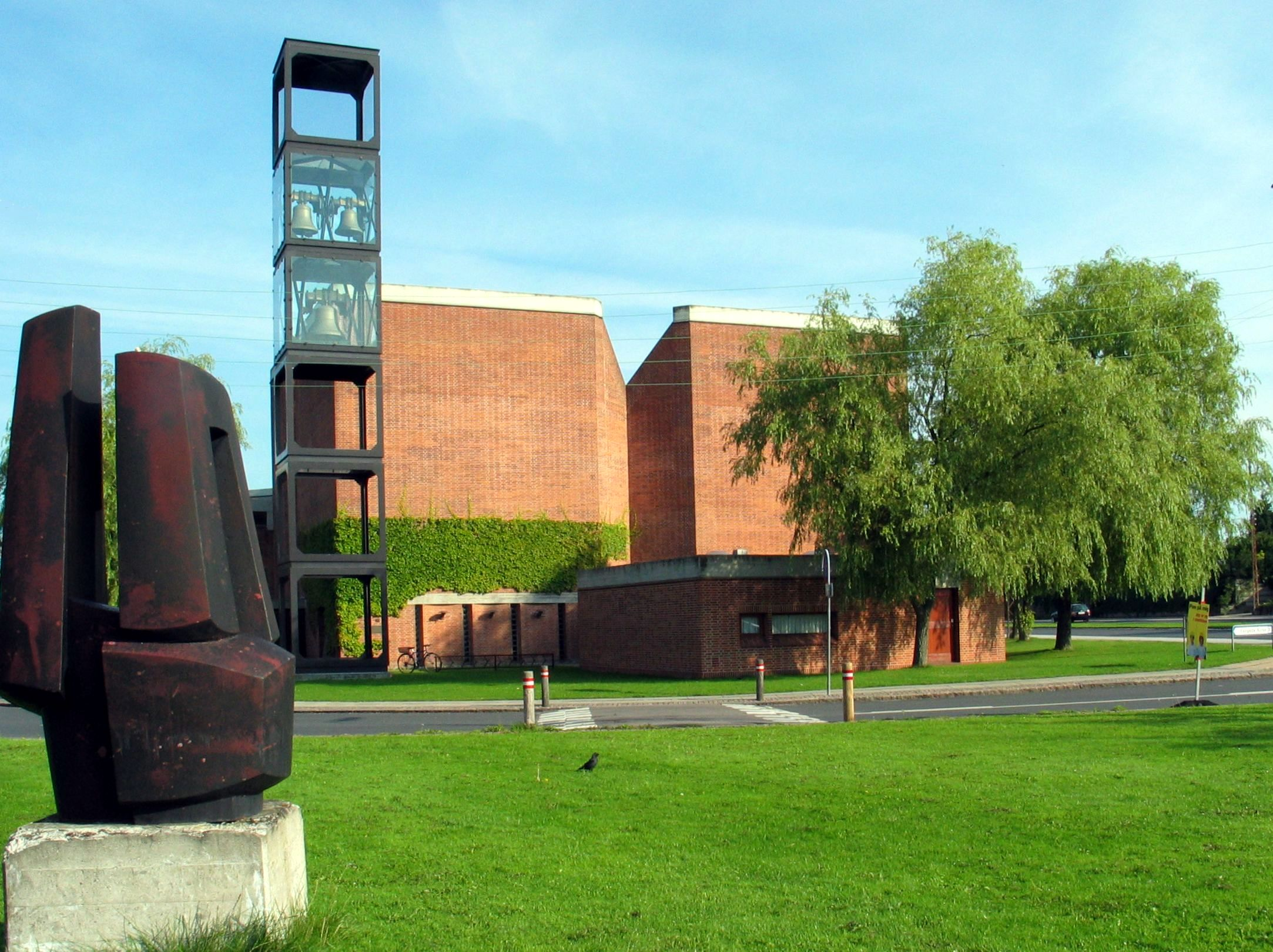
L'església de Vangede
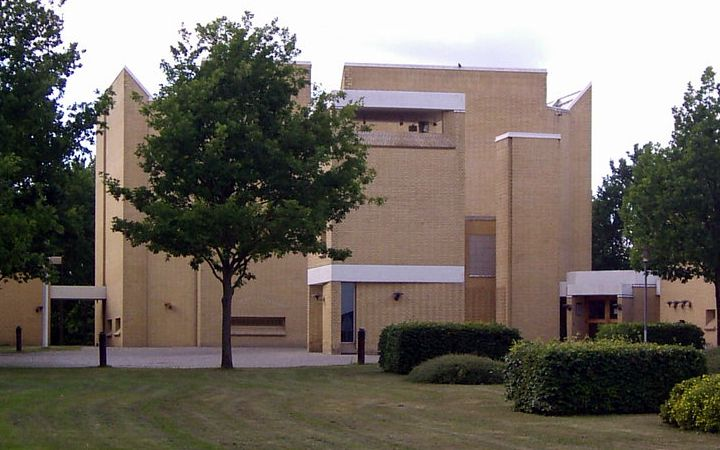
L'església de Stavnsholt
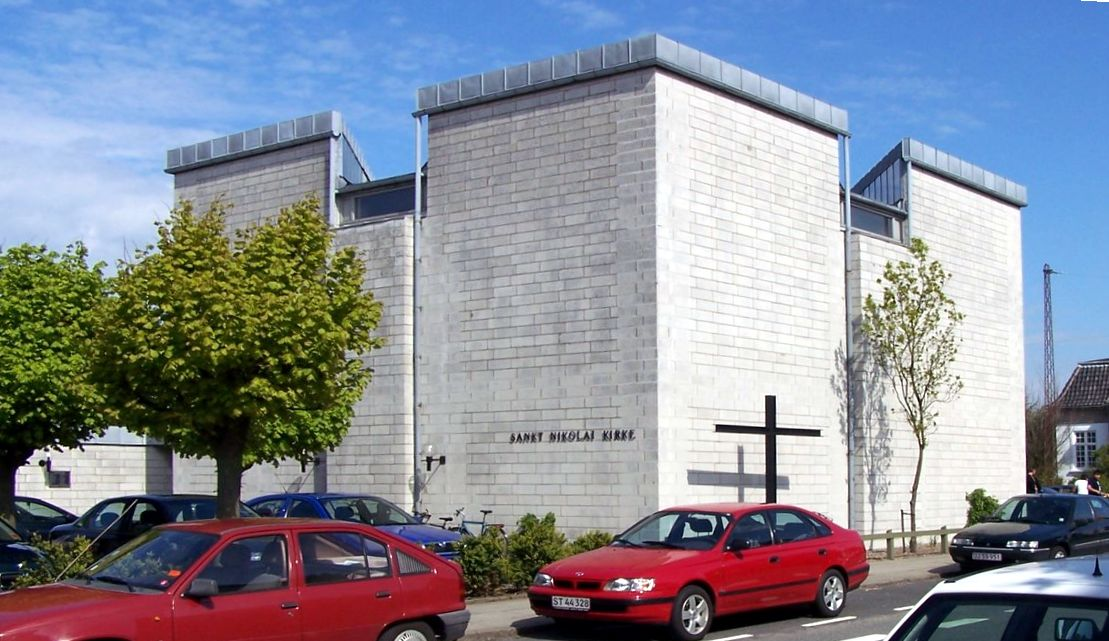
Sankt Nikolaj Kirke a Esbjerg
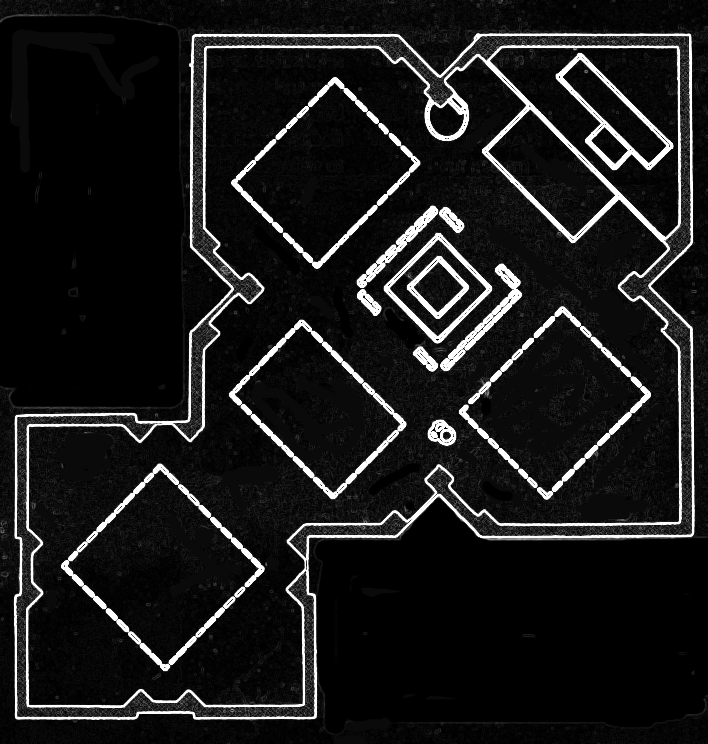
Planta de l'església de Vangede